# Henning Kühnle
Henning Kühnle (* 7. April 1943 in Kiel; † 17. Juni 2019) war ein deutscher Gynäkologe.

## Leben
Kühnles Eltern waren der Marineoffizier Heinz Kühnle und seine Frau Leni geb. Stiller. Noch im Zweiten Weltkrieg zogen sie mit ihm und den beiden Töchtern nach Travemünde. Von 1953 bis 1962 besuchte Kühnle das Katharineum zu Lübeck. Nach dem Abitur ging er als Reserveoffizieranwärter mit der Crew IV/62 zur Bundesmarine. Nach der Grundausbildung fuhr er als Wachoffizier auf Schnellbooten. Am 31. März 1964 wurde er als Leutnant zur See entlassen. Mit dem Sommersemester 1964 begann er ein Medizinstudium an der Christian-Albrechts-Universität zu Kiel. Im Juni 1964 wurde er im Corps Palaiomarchia-Masovia aktiv. Nach dem Physikum wechselte er an die Universität Wien und die Georg-August-Universität Göttingen. Nach dem Staatsexamen (1969) promovierte er mit einer Doktorarbeit zum Thema Abdominale Dekompression bei Heinz Kirchhoff zum Dr. med. 1973 heiratete er eine Tochter von Armin Zimmermann. Nach der Medizinalassistentenzeit begann er die klinische Ausbildung in der Anaesthesiologie am Bundeswehrkrankenhaus Ulm. Zum Oberleutnant zur See befördert, kehrte er an die Göttinger Frauenklinik zurück. Als Oberarzt habilitierte er sich 1984 für gynäkologische Onkologie. Für den Göttinger Senioren-Convent war er jahrelang Paukarzt. 1988 folgte er dem Ruf der Medizinischen Hochschule Hannover auf die neu eingerichtete C3-Professur für Spezielle Onkologie und Experimentelle Gynäkologie. 2008 wurde er pensioniert.